# Schloss Immendorf

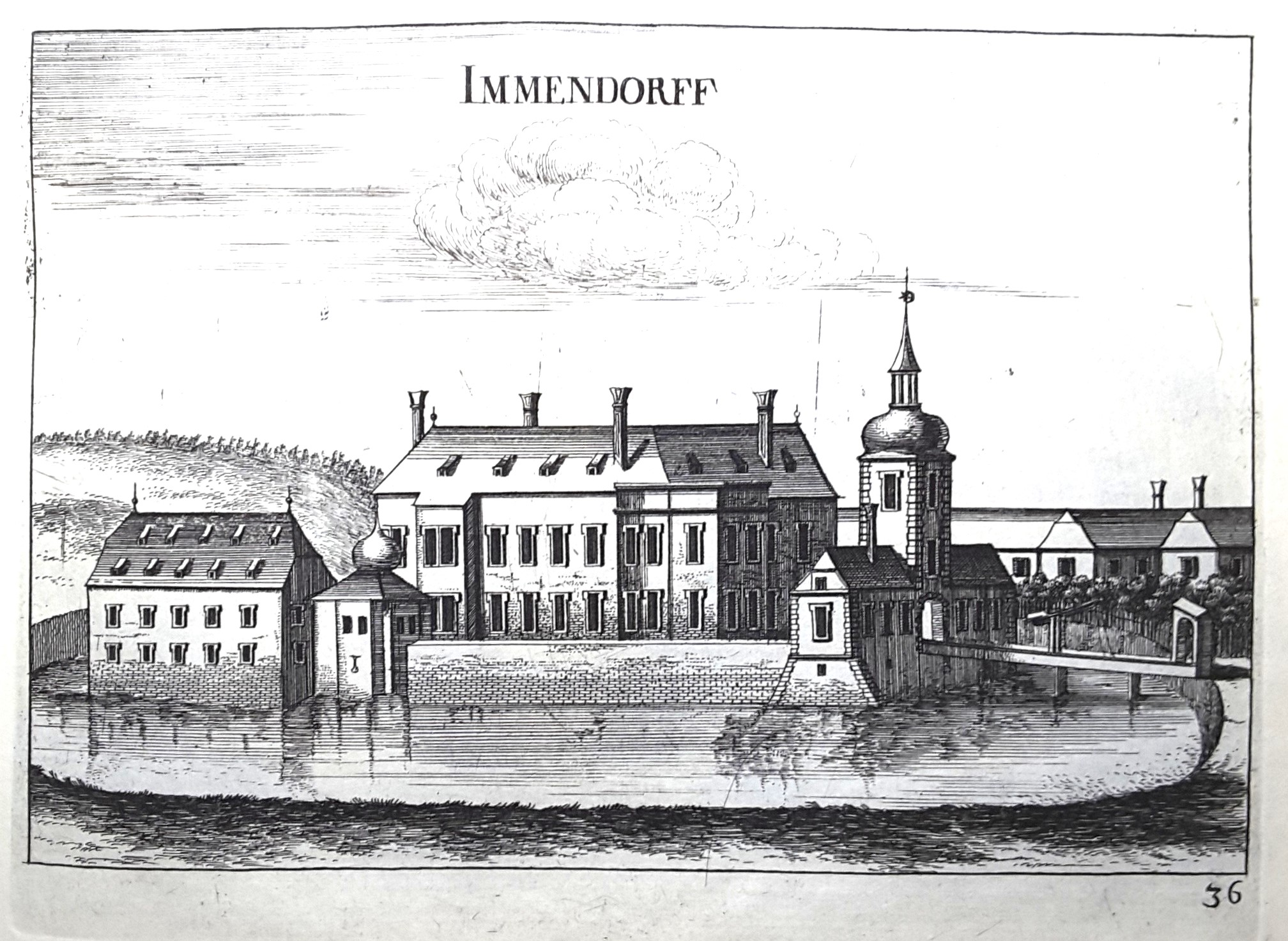
Schloss Immendorf in der Topographia Austriae inferioris, 1672. Stich von Georg Matthäus Vischer.

Schloss Immendorf war ein Schloss im Ort Immendorf in der Marktgemeinde Wullersdorf im Bezirk Hollabrunn in Niederösterreich. Am Ende des Zweiten Weltkrieges wurde das als Kunstdepot genutzte Schloss in Brand gesteckt, wobei zehn Hauptwerke von Gustav Klimt und weitere wertvolle Bilder vernichtet wurden.

## Geschichte
Ein Per(n)hardus de Immendorf wird 1217 genannt, 1278 ein Bernhard von Immendorf. Danach werden die Palterndorfer Inhaber der Herrschaft Immendorf, Matthias Palterndorfer erscheint 1529 in den Steueraufzeichnungen.
Das Schloss war Sitz von ritterlichen Gefolgsleuten, die das Bauwerk wiederholt adaptierten. 1850 erfolgte der letzte Umbau der Anlage, bei der auch der Graben eingeebnet wurde. Im Jahr 1886 erwarb Carl Freiherr von Freudenthal, aus einem altadeligen schlesischen Geschlecht stammend, das Schloss Immendorf und führte den auch aus dem Nexenhof und dem Gottelhof bestehenden landwirtschaftlichen Betrieb. Im 20. Jahrhundert hatte die kleine dreigeschoßige Kastellburg vier höhere Türme. Nach dem Brand im Jahr 1945 wurde die Ruine als Steinbruch genutzt und bis auf die Grundmauern abgetragen.

## Kunstdepot
Das Schloss wurde seit 1942 als Kunstdepot genutzt. Am 8. Mai 1945, dem letzten Kriegstag in dieser Region, brannte das Schloss zur Gänze ab. Nach einem ein Jahr später von der lokalen Polizei verfassten Bericht über den Brand wurde eine SS-Einheit der Division „Feldherrnhalle“ dafür verantwortlich gemacht. Dies wurde jedoch von der Kunsthistorikerin Tina Maria Storkovich in Frage gestellt. Das Feuer vernichtete alle im Schloss eingelagerten Kunstgegenstände.